# Лодовини, Валентина
Валентина Лодовини (итал. Valentina Lodovini; род. 14 мая 1978, Умбертиде, Италия) — итальянская актриса.

## Биография
Родилась в Умбертиде, выросла в Сансеполькро и посещала Школу драматического искусства в Перудже, затем переехала в Рим, чтобы продолжить обучение в Экспериментальном киноцентре.
После нескольких второстепенных ролей Лодовини появилась в 2007 году в фильме-драме Карло Маццакурати «La giusta distanza», за которую[стиль] она была номинирована на премию «Давид ди Донателло» за лучшую женскую роль.
В 2011 Лодовини выиграла приз «Давид ди Донателло» за лучшую женскую роль второго плана за фильм «Добро пожаловать на Север».

## Фильмография
- Ovunque sei (2004)
- Il mistero di Lovecraft — Road to L. (2005)
- A casa nostra (2006)
- L’amico di famiglia (2006)
- Ieri (2006)
- La giusta distanza (2007)
- Сексуальная революция (2007)
- Il passato è una terra straniera (2008)
- Riprendimi (2008)
- Soundtrack (2008)
- Fortapàsc (2009)
- Generazione 1000 euro (2009)
- Lacrime (2009)
- Corporate (2009)
- Добро пожаловать на Юг (2010)
- La donna della mia vita (2010)
- Cose dell’altro mondo (2011)
- Добро пожаловать на Север (2012)
- Passione sinistra (2013)
- I milionari (2013)
- Il sud è niente (2013)
- Una donna per amica (2014)
- Ma che bella sorpresa (2015)
- Cambio tutto (2020)
- Vicini di casa (2022)